# Federació de Colles de Sant Medir
Federació de Colles de Sant Medir és una entitat cívica que agrupa les diferents Colles que desfilen pels carrers de Gràcia durant la Festa de Sant Medir cada 3 de març. Té per objectiu coordinar les diferents Colles per tal de celebrar la romeria i també el de conservar l'ermita de Sant Medir i el seu entorn. L'ens va rebré la Creu de Sant Jordi el 3 de desembre de 2002 i la Medalla d'Honor de Barcelona el 2018. El 2020 agrupava fins a 26 colles federades, dels barris de la Vila de Gràcia, La Bordeta, Sarrià, Sant Gervasi, El Farró i Gràcia Nova.

## Història
Les romeries de Sant Medir s'iniciaren l'any 1830 de la mà del forner Josep Vidal i Granés que, segons l'opinió majoritària dels folkloristes, s'havien encomanat al Sant dos anys abans i li havia promès que en cas de curar-se d'uns forts dolors aniria cada any en pelegrinatge fins a la seva ermita. Amb el suport dels familiars i amics fundaren la primera agrupació, l'anomenada "Colla d'en Vidal". Amb el pas dels anys, aquest romiatge s'anà estenent a altres agrupacions pels antics municipis de Gràcia i Sant Gervasi de Cassoles. L'Antiga de Sant Medir, fundada el 1861, és la Colla més antiga que es manté activa en l'actualitat i alhora fou la segona agrupació formada; la seva participació ha estat ininterrompuda llevat dels anys de la Guerra Civil Espanyola els quals no hi hagué cap romeria.
La primera referència documental a una federació de colles de Sant Medir es troba en un programa d'un ball de l'any 1924. Els fundadors de l'entitat van ser Jaume Campmany, Ramon Trilla, Joan Duaso i Jaume Comalat. Aquest primer precedent va ser anomenat Federació de Colles de l'Aplec de Sant Medir i es té la certesa que va existir almenys fins a l'any 1930 gràcies al registre d'un donatiu fet per la Colla Llibertat a la Federació.
Després d'uns anys dissolta, la federació es va tornar a constituir l'any 1951 per tal d'unir totes les Colles i impulsar de nou la festa, molt minvada a causa de la Guerra Civil. Els romeus impulsors d'aquesta segona etapa van ser Joan Duaso i Casas, que esdevindria el primer president, Francesc Milà i Benito, Lluís Domingo i Masmitjà i Joan Herández i Bovier. En plena dictadura franquista, es constituí legalment l'any 1958 amb el nom en castellà «Federación de Agrupaciones de Collas de San Medín de Barcelona». La seva tasca fou clau per tal d'afrontar els reptes que suposà la burocratització i modernització de la ciutat per tal de seguir celebrant la cercavila anual pel barris de la ciutat. Cadascuna de les Colles té la seva pròpia bandera i la federació va adquirir la seva pròpia l'any 1961.
La federació ha finançat diverses obres de l'ermita com les de 1962, 1993, 1994 i 1999. També va impulsar la instal·lació del monument A les Colles de Sant Medir obra de l'artista Núria Tortras i Planas i inaugurat el 2 de maig de 1969.

## Colles de Sant Medir
El nombre de colles en actiu ha anat variant al llarg del temps. Se n'han format més de 70 al llarg dels anys, encara que a l'any 2020 es mantenen 26. També n'hi ha algunes que han viscut dues etapes com Els Tivats, La Nova de Sant Medir Sarrià, el Club Ciclista Gràcia, Collserola i Els Ben Plantats. L'any en què més colles es van fundar fou el 1922.
El següent llistat és la relació de Colles federades que es mantenen en actiu ordenades segons la data de fundació. D'aquestes, quatre d'elles superen els 100 anys d'història i més de la meitat d'elles supera el mig segle.
Informació actualitzada per un bot. Els canvis manuals es perdran quan s'actualitzi!
| Colla                                | Formació   | Barri                           | Local                                      | Adreça local                                        | Membres (2003) | Imatge |
| ------------------------------------ | ---------- | ------------------------------- | ------------------------------------------ | --------------------------------------------------- | -------------- | ------ |
| L'Antiga de Sant Medir               | 1861       | Sant Gervasi-Galvany            | Ateneu de Sant Gervasi                     | Carrer d'Atenes, 27, 08006 Barcelona                | 80             |        |
| Colla de Sant Medir "Unió Gracienca" | 1901       | Vila de Gràcia                  | Los Amigos                                 | Martínez de la Rosa, 42, 08012                      | 70             |        |
| La Humorística de Sant Medir         | 1912       | el Putxet i el Farró            | Bar Can Benet                              | Plaça Mañé i Flaquer, 5, 08006                      | 30             |        |
| Els Tivats                           | 1922       | Vila de Gràcia                  | Botiga Trimer                              | Gran de Gràcia, 56, 08012                           | 30             |        |
| Els Ben Plantats                     | 1926       | Camp d'en Grassot i Gràcia Nova | Nou Sardenya                               | Carrer de les Camèlies, 42B, 08024                  |                |        |
| La Gardènia                          | 1927       | Vila de Gràcia                  | Bar Restaurant El Caliu                    | Torrent de l'Olla, 38-40, 08012                     | 30             |        |
| La Nova de Sant Medir de Sarrià      | 1928       | Sarria                          | Restaurant Antiga Casa Rafael              | Major de Sarrià, 77, 08017                          | 50             |        |
| La «Penya Regalèssia»                | 1939       | Sant Cugat del Vallès           | casa consistorial de Sant Cugat del Vallès | Plaça de la Vila, 1, 08172 Sant Cugat del Vallès    |                |        |
| Colla Victòria                       | 1947-03-08 | Vila de Gràcia                  | Restaurant el Disbarat                     | Montseny, 14, 08012                                 | 72             |        |
| La Moderna de Gràcia                 | 1948       | Vila de Gràcia                  | Bar Restaurant Can Pagès                   | Fraternitat, 1, 08012                               | 22             |        |
| Colla de Sant Medir Monumental       | 1948-12-14 | Vila de Gràcia                  | Centre Artesà Tradicionàrius               | Plaça d'Anna Frank                                  | 48             |        |
| La Parròquia de Sant Medir           | 1949       | la Bordeta                      | església de Sant Medir                     | Constitució, 17                                     | 46             |        |
| Els Pilons                           | 1960       | Camp d'en Grassot i Gràcia Nova | Botiga Pintor                              | Travessera de Gràcia, 292, 08025                    | 40             |        |
| El Timbaler del Bruc                 | 1964       | Vila de Gràcia                  | Bar L'oficina II                           | Bruniquer, 14, 08012                                | 40             |        |
| Els Amics                            | 1969       | Vila de Gràcia                  | edifici del Centre Moral de Gràcia         | Ros de Olano, 9                                     | 45             |        |
| L'Amistat de Gràcia                  | 1975       | Vila de Gràcia                  | Cercle Catòlic de Gràcia                   | Santa Magdalena, 12, 08012 Barcelona                | 40             |        |
| Colla de Sant Medir Els Patufets     | 1980       | Vila de Gràcia                  | Sant Joan de Gràcia                        | Astúries, 91, Santa Creu, 2, Església, 1 i Robí, 28 | 30             |        |
| La Pessigolla                        | 1981       | Vila de Gràcia                  | Bar Can Tosca                              | Torrent de l'Olla, 77, 08012                        | 55             |        |
| Cal Ros                              | 1982       | Camp d'en Grassot i Gràcia Nova | Bar Can Ros                                | Roger de Flor, 303, 08025                           | 40             |        |
| Colla Dolça                          | 1985       | Vila de Gràcia                  |                                            | Verdi, 81, 08012                                    | 30             |        |
| El Drac Ensucrat                     | 1993       | Vila de Gràcia                  | Restaurant Bar Vall                        | Plaça Rovira i Trias, 2, 08024                      | 32             |        |
| La Colla del Cau                     | 1998       | Vila de Gràcia                  |                                            | Ramón y Cajal 52, 08012                             | 30             |        |
| La Tradicional de Gràcia             | 1999       | Vila de Gràcia                  | ERC Gràcia                                 | Tres Senyores, 7, 08024                             | 30             |        |

### Colles de Sant Medir dissoltes
Informació actualitzada per un bot. Els canvis manuals es perdran quan s'actualitzi!
| Colla                                             | Formació     | Dissolució       | Barri                      | Imatge |
| ------------------------------------------------- | ------------ | ---------------- | -------------------------- | ------ |
| La Colla d'en Vidal                               | 1830         | 1853             | Vila de Gràcia             |        |
| Agrupació Bonanova                                | 1887         | 2017             | Sant Gervasi - la Bonanova |        |
| Colla «Romeria de Sant Medir»                     | 1904         | 1954             |                            |        |
| Els Savis                                         | 1912         | 1990             |                            |        |
| Els Novells de Sarrià                             | 1913         | 1926             | Sarrià - Sant Gervasi      |        |
| Colla Nova                                        | 1914         | 1914             |                            |        |
| La Llibertat Gracienca                            | 1917         | 2022             | Vila de Gràcia             |        |
| La Unió de Barcelona                              | 1919         | 1919             |                            |        |
| Els Amics                                         | 1919         | 1919             |                            |        |
| Els Pacífics                                      | 1919         | 1919             |                            |        |
| Empòrium                                          | 1922         | 1922             |                            |        |
| Els Bons Amics                                    | 1922         | 1929             |                            |        |
| Colla Sant Medir de la Societat Obrera «L'Artesà» | 1922         | 1929             |                            |        |
| Colla del grup excursionista «El rap»             | 1922         | 1922             |                            |        |
| Els amics del Casal Català                        | 1922         | 1922             |                            |        |
| Colla del Roure o del Morteret                    | 1924         | 1924             |                            |        |
| La Nova Original                                  | 1924         | 1993             |                            |        |
| Joventut Original                                 | 1924         | 1928             |                            |        |
| Els Recreats                                      | 1924         | 1932             |                            |        |
| Els ben fets de Gràcia                            | 1925         | 1931             | Vila de Gràcia             |        |
| Els medins de Sarrià                              | 1925         | No/unknown value | Sarrià - Sant Gervasi      |        |
| Els Formals                                       | 1927         | 1934             |                            |        |
| El Porvenir                                       | 1928         | No/unknown value |                            |        |
| La Suiza                                          | 1928         | 1931             |                            |        |
| Grup Joventut de Sant Medir                       | 1929         | 1934             |                            |        |
| Els tiets                                         | 1929         | 1932             |                            |        |
| La Palmera                                        | 1930         | No/unknown value |                            |        |
| Els Benavinguts                                   | 1931         | No/unknown value |                            |        |
| La Familiar                                       | 1931         | 1956             |                            |        |
| Els Amics de Gràcia                               | 1932         | 1932             | Vila de Gràcia             |        |
| Penya Romeus de Sant Medir de Sants               | 1933         | 1933             | Sants                      |        |
| El Xut                                            | 1934         | 1934             |                            |        |
| Ciclistes de Gràcia                               | 1946         | 1999             | Vila de Gràcia             |        |
| Els disset                                        | 1948         | 1948             |                            |        |
| La botifarra                                      | 1949         | 1952             |                            |        |
| Els Desavinguts                                   | 1950         | 1952             |                            |        |
| Mestre Novi                                       | 1955         | 1963             |                            |        |
| Benavinguts del Poble Sec                         | 1957         | 1984             | el Poble-sec               |        |
| La Salut                                          | 1958         | 1984             |                            |        |
| La Camèlia                                        | 1973         | 2017             | Vila de Gràcia             |        |
| Collserola                                        | 1977         | 1999             |                            |        |
| La Violeta                                        | 1978         | 1984             | Vila de Gràcia             |        |
| La Nova de Gràcia                                 | 1987         | 2011             |                            |        |
| Jovenívola                                        | 1987         | 2021             | les Tres Torres            |        |
| Colla Torrent de l'Olla                           | 1987         | 2008             | Vila de Gràcia             |        |
| Colla Lluïsos de Gràcia                           | 1990         | 1997             | Vila de Gràcia             |        |
| La Providència                                    | 1990         | 2013             | Vila de Gràcia             |        |
| La Campana de Gràcia                              | 20th century | 20th century     | Vila de Gràcia             |        |
| L'orquidea                                        | 20th century | 20th century     |                            |        |
| Les Tres Branques                                 | 2000         | No/unknown value | Vila de Gràcia             |        |